# آگاوه‌وشان
مارچوبگان آگاوویدا (نام علمی: Agavoideae) نام یک زیرخانواده از تیره مارچوبگان است. سوسن پلانتین یکی از سرده‌های این زیرخانواده‌است.